# 6534 Carriepeterson
6534 Carriepeterson este un asteroid din centura principală de asteroizi.

## Descriere
6534 Carriepeterson este un asteroid din centura principală de asteroizi. A fost descoperit pe 24 februarie 1995 la Catalina Station de Timothy B. Spahr. Asteroidul prezintă o orbită caracterizată de o semiaxă mare de 3,17 ua, o excentricitate de 0,11 și o înclinație de 23,3° în raport cu ecliptica.